# Bon-gwan
Bon-gwan (sau Bongwan ) este conceptul de clan în Coreea, care este folosit pentru a distinge clanurile ce au  același nume de familie . Deoarece Coreea este o țară confucianista, acest sistem de clanuri este similar cu distincția chineză antică a numelor de clan sau xing (姓) și originea geografica a numelui. 
Un clan coreean este un grup de oameni care împărtășesc același strămoș patern și este indicat prin combinația dintre un bon-gwan și un nume de familie (numele clanului). Cu toate acestea, un bon-gwan nu este considerat parte numelui unei persoane coreene.  Bon-gwan și numele de familie sunt transmise de la un tată la copiii săi, asigurându-se astfel că persoana din aceeași linie paternă au aceeași combinație a bon-gwan și a numelui de familie. Un bon-gwan nu se schimbă prin căsătorie sau adopție .
Bon-gwan sunt folosite pentru a diferentia filiații ce poartă același nume de familie . De exemplu, Gyeongju Kim și Gimhae Kim sunt considerați clanuri diferite, chiar dacă se întâmplă să aibă același nume de familie Kim . În acest caz, Gyeongju și Gimhae sunt bon-gwanul respectiv al acestor clanuri.
Nume de familie diferite care împărtășesc același bon-gwan își au uneori originea la un strămoș patern comun, de exemplu Gimhae Kim si Gimhae Heo   îl împărtășeșc pe Suro din Geumgwan Gaya, regele legendar al regatului antic coreean Silla ,ca strămoș patern comun, deși astfel de cazuri sunt excepționale.
In anul 2000 existau in Coreea de Sud un total de 286 de nume de familie și 4.179 de clanuri. 

## Restricții privind căsătoria și adopția
In mod natural un barbat si o femeie ce faceau din acelasi clan nu se puteau casatorii, astfel sistemul era folosit pentru a gasi descendenta fiecaruia. Din 1997 se folosesc acum testele ADN in locul bon-gwan ca un indiciu al descendenței cuiva.
Atunci când adoptă un copil, tatăl adoptiv și copilul adoptat trebuie să aibă aceeași combinație de bon-gwan și numele de familie. 

## Listă
| English             | Hangul       | Hanja     | 2015 South Korean population |
| ------------------- | ------------ | --------- | ---------------------------- |
| Gimhae Kim clan     | 김해 김씨⁠(d) | 金海 金氏 | 4,456,700                    |
| Miryang Park clan   | 밀양 박씨⁠(d) | 密陽 朴氏 | 3,103,942                    |
| Jeonju Yi clan      | 전주 이씨⁠(d) | 全州 李氏 | 2,631,643                    |
| Gyeongju Kim clan   | 경주 김씨⁠(d) | 慶州 金氏 | 1,800,853                    |
| Gyeongju Yi clan    | 경주 이씨⁠(d) | 慶州 李氏 | 1,391,867                    |
| Jinju Kang clan     | 진주 강씨⁠(d) | 晉州 姜氏 | 968,109                      |
| Gyeongju Choi clan  | 경주 최씨⁠(d) | 慶州 崔氏 | 945,005                      |
| Gwangsan Kim clan   | 광산 김씨⁠(d) | 光山 金氏 | 926,316                      |
| Papyeong Yoon clan  | 파평 윤씨⁠(d) | 坡平尹氏  | 770,932                      |
| Cheongju Han clan   | 청주 한씨⁠(d) | 淸州 韓氏 | 752,689                      |
| Andong Gwon clan    | 안동 권씨⁠(d) | 安東 權氏 | 696,317                      |
| Indong Jang clan    | 인동 장씨⁠(d) | 仁同 張氏 | 666,652                      |
| Pyeongsan Shin clan | 평산 신씨⁠(d) | 平山申氏  | 563,375                      |
| Sunheung Ahn clan   | 순흥 안씨⁠(d) | 順興 安氏 | 520,384                      |
| Andong Kim clan     | 안동 김씨⁠(d) | 安東 金氏 | 519,719                      |
| Namyang Hong clan   | 남양 홍씨⁠(d) | 南陽 洪氏 | 487,488                      |
| Dongnae Jeong clan  | 동래 정씨⁠(d) | 東萊 鄭氏 | 474,506                      |
| Haeju Oh clan       | 해주 오씨⁠(d) | 海州 吳氏 | 462,704                      |
| Jeonju Choi clan    | 전주 최씨⁠(d) | 全州 崔氏 | 458,191                      |
| Nampyeong Moon clan | 남평 문씨⁠(d) | 南平 文氏 | 445,946                      |
| Dalseong Seo clan   | 달성 서씨⁠(d) | 達城 徐氏 | 407,431                      |
| Changnyeong Jo clan | 창녕 조씨⁠(d) | 昌寧 曺氏 | 366,798                      |
| Suwon Baek clan     | 수원 백씨⁠(d) | 水原 白氏 | 354,428                      |
| Gyeongju Jeong clan | 경주 정씨⁠(d) | 慶州 鄭氏 | 350,587                      |
| Hanyang Jo clan     | 한양 조씨⁠(d) | 漢陽 趙氏 | 332,580                      |
| Yeoheung Min clan   | 여흥 민씨⁠(d) | 驪興 閔氏 | 159,522                      |
| Deoksu Yi clan      | 덕수 이씨⁠(d) | 德水 李氏 | 58,513                       |
| Yeoyang Jin clan    | 여양 진씨⁠(d) | 驪陽 陳氏 | 110,403                      |